# Битка при Менорка (1939)
Битката при Менорка се провежда на остров Менорка между 7 и 9 февруари 1939 г. по време на последната фаза от Гражданската война в Испания.

## Предпоставки
След падането на Каталония остров Менорка, единственият балеарски остров, държан от републиката, е изолиран от другите територии на правителството от националистическата морска блокада. Франсиско Франко информира британското правителство, че италианските войски на Бенито Мусолини ще напуснат Балеарските острови след войната, и то се съгласява да уреди предаването на републиканския гарнизон.

## Бунт
На 8 януари 1939 г. адмирал Луис Гонсалес де Убиета е прехвърлен в Менорка, за да поеме командването на испанската републиканска военноморска база в Маон. Той също така получава властта да командва всички републикански военни сили на острова.
На 7 февруари крайцерът на Кралския британски флот HMS Devonshire акостира на пристанището в Маон с емисар на националистите Фернандо Сарториус на борда. Сарториус съобщава на републиканския командир Луис Гонсалес де Убиета, че националистическите сили ще окупират острова на 8 февруари, но републиканските офицери и поддръжници ще го напуснат. Същия ден три батальона от републиканския гарнизон, водени от член на Петата колона, офицера Хуан Томас, окупират Сиутадела де Менорка, след като убиват републиканския командир Марселино Родригес. Една бригада републикански войски пристига от Маон и побеждава бунтовническите войски след кратко сражение и обкръжава Сиутадела. Въпреки това републиканските офицери, убедени, че всяка съпротива при тези обстоятелства е безсмислена, искат безопасно транспортиране към континента. Британците уреждат предаването на Менорка на националистите на борда на HMS Devonshire. На 8 февруари италиански и испански националистически бомбардировачи атакуват Маон. Същия ден HMS Devonshire отплава за Марсилия с 452 републикански бежанци на борда. На 9 февруари 105-а дивизия на националистическата армия слиза в Сиутадела и останалите републикански войски се предават.

## Последици
След предаването на Менорка много републикански офицери в централната зона на Испания считат, че ще се договорят с националистите и започват да планират преврат срещу правителството на Хуан Негрин.